# Destiny: A Chronicle of Deaths Foretold
Destiny: A Chronicle of Deaths Foretold è una miniserie a fumetti del 1996 pubblicata dalla Vertigo, scritta da Alisa Kwitney e con illustrazioni di Kent Williams, Michael Zulli, Scott Hampton e Rebecca Guay. Spin-off della serie The Sandman di Neil Gaiman, ha come protagonista Destino degli Eterni, un personaggio disponibile per l'utilizzo di altri scrittori perché, a differenza degli altri Eterni, non fu creato da Gaiman.
Pubblicato in formato "prestige" (cioè un fumetto con copertina rigida con pagine molto più grandi), ognuno dei tre numeri presenta una storia dettagliata di una peste diversa tratta dalla nostra storia, di cui alcune illustrazioni sono ambientate in un mondo futuro decimato da una nuova peste. Ogni numero fu illustrato da un artista diverso, infatti Zulli, Hampton e Guay illustrarono rispettivamente i numeri uno, due e tre, mentre l'inquadratura della storia e le copertine furono firmate da Williams.
Il titolo è un ovvio riferimento al romanzo Cronaca di una morte annunciata di Gabriel García Márquez.

## Trama
Nell'ottobre 2009, la popolazione mondiale fu decimata dalla diffusione di un nuovo ceppo della peste bubbonica resistente agli antibiotici. Un piccolo gruppo di sopravvissuti, guidati da Ruth Knight, fu visitato da uno straniero che affermò di possedere una pagina del Libro del Destino che prediceva il futuro. Per provare la sua affermazione raccontò delle storie, a cominciare dalla storia dell'Impero bizantino durante la Peste di Giustiniano (numero uno), di una principessa all'inizio della peste nera (numero due) e di una donna inglese durante la grande peste di Londra (numero tre). Lo stesso Destino fu coinvolto in ognuna delle storie. Lo straniero quindi affermò che la pagina prediceva allo stesso modo il futuro della peste corrente, e offrì a Ruth di conoscere il proprio destino.

## Premi
Destiny: A Chronicle of Deaths Foretold fu nominato per l'Eisner Award come "Migliore Serie Limitata" nel 1998; il premio però andò a Batman: Il lungo Halloween.

## Raccolta
Il fumetto fu raccolto in un unico volume di 144 pagine nel 2000 con una nuova introduzione scritta da Kwitney, che però è fuori stampa.